# Kys til højre og venstre
Kys til højre og venstre er en dansk film fra 1969 baseret på romanen af samme navn af Jens Gielstrup.
- Manuskript Leif Panduro og Ole Roos.
- Instruktion Ole Roos.

Blandt de medvirkende kan nævnes:
- Birgitte Price
- Peter Bonke
- Jens Østerholm
- Poul Reichhardt
- Vigga Bro
- Helle Hertz
- Yvonne Ingdal
- Ove Sprogøe
- Paul Hagen
- Karl Stegger
- Poul Thomsen